# Mustafa Ghanim
Mustafa Mahmud Hamid Ghanim (arab. مصطفى محمود حامد غانم) – egipski zapaśnik walczący w stylu klasycznym. Brązowy medalista mistrzostw Afryki w 2011. Siódmy na igrzyskach śródziemnomorskich w 2013. Trzeci na igrzyskach panarabskich w 2011. Zwycięzca mistrzostw arabskich w 2012. Mistrz Afryki juniorów w 2010 i 2011 roku.